# Université d'État de Ball
L'université d'État de Ball (en anglais, Ball State University) est une université publique américaine située à Muncie dans l'Indiana.

## Campus
Le campus de l'université d'État de Ball est d'une superficie de 4,6 km2. L'université comprend 106 bâtiments formant deux quadrilatères. Le quadrilatère d'origine, le « Old Quad » est au sud du campus et est composé principalement des premiers bâtiments construits sur le campus, ainsi que de la statue Beneficence (en), de l'arboretum Christy Woods (en) et de la Collection d’orchidée et banque d'espèces Wheeler-Thanhauser (en). L'autre quadrilatère, le quadrilatère récent, est situé au nord du campus et est composé principalement de bâtiments construit après 1960 avec des monuments tels que la Fontaine Frog Baby (en) et la Tour Shafer (en).
L'avenue McKinley, qui s'étend du nord au sud à travers le campus, agit comme une colonne vertébrale reliant les deux quadrilatères. La plupart des installations sportives sont situées le long de la route McGalliard.
Le campus possède plus de 8 000 arbres d'environ 625 espèces différentes.

### Architecture
La majorité des installations disposent de façades en briques rouges ou brunes à l'exception des bâtiments Elliott et Pruis Halls qui sont battis en calcaire de Bedford (en). Achevé en 1899 le premier bâtiment de l'université, le Frank A. Bracken Administration Building, a été construit dans un style néoclassique avec une façade en pierre jaunes.
La plupart des bâtiments construits avant 1960 ainsi que les bâtiments Applied Technology Building, Ball Gymnasium, Burris Laboratory School (en), Fine Arts Building, et L. A. Pittenger Student Center sont du style néogothique collégial (en).
Les bâtiments plus récents, dont l'Architecture Building (en), la Bracken Library (en) et le Whitinger Business Building sont d'architecture brutaliste.
Le plus haut bâtiment du campus est le Teachers College Building construit en 1968 et comprenant 10 étages pour 42 mètres de hauteur.

### Installations sportives
La plupart des installations sportives de l'université sont situées dans la partie nord du campus près de l'intersection de la route McGalliard et de l'avenue Tillotson. Ces installations comprennent notamment le Ball Diamond (en), le Softball Field, le Briner Sports Complex, le Fisher Football Training Complex, le John E. Worthen Arena (en) (11 500 places) et le stade de 22 500 places des Cardinals de Ball State, le Scheumann Stadium (en).

### Bibliothèques de l'université
La principale bibliothèque de l'université est la Bracken Library (en), achevée en 1975 cette bibliothèque est construite sur 5 étages et inclut le Digital Media Repository qui regroupe plus de 130 000 ressources numériques de 64 collections différentes.

### Musée d'art

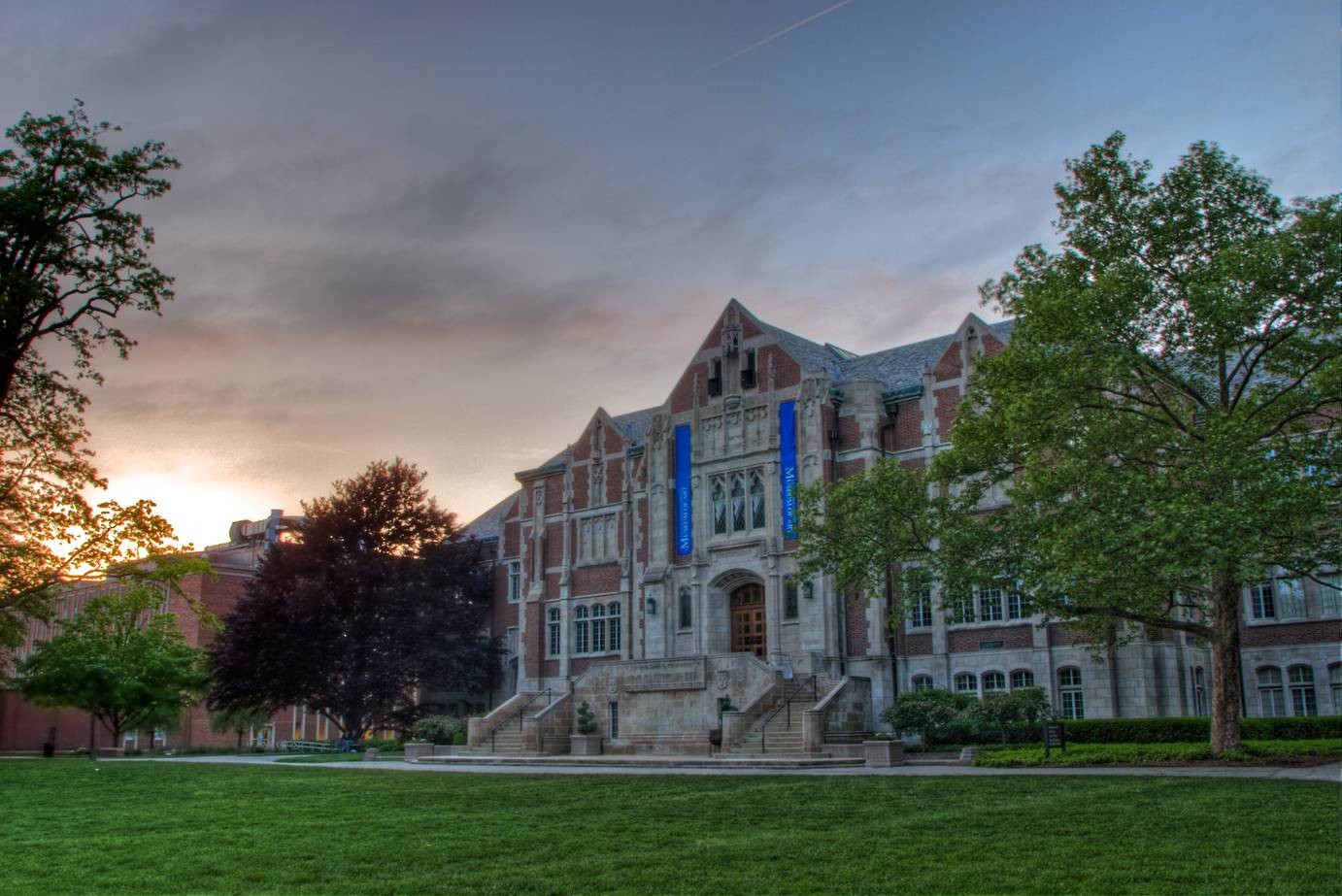
Le musée d'art de l'université.

Le David Owsley Museum of Art (en) regroupe plus de 11 000 œuvres qui sont évaluées à plus de 40 millions de dollars. Le musée est en rénovation, la superficie totale de l'espace d'exposition va augmenter de 1 596 m2 à 2 500 m2. Le musée possède des œuvres de grands artistes reconnus tels que Edgar Degas, Childe Hassam, Hokusai et Andy Warhol.
La terrasse des arts située devant le musée est utilisée pour les cérémonies.

### Auditorium
L'auditorium de l'université, l'Emens Auditorium (en) est utilisé comme centre culturel et accueille des événements variés.

## Vie étudiante

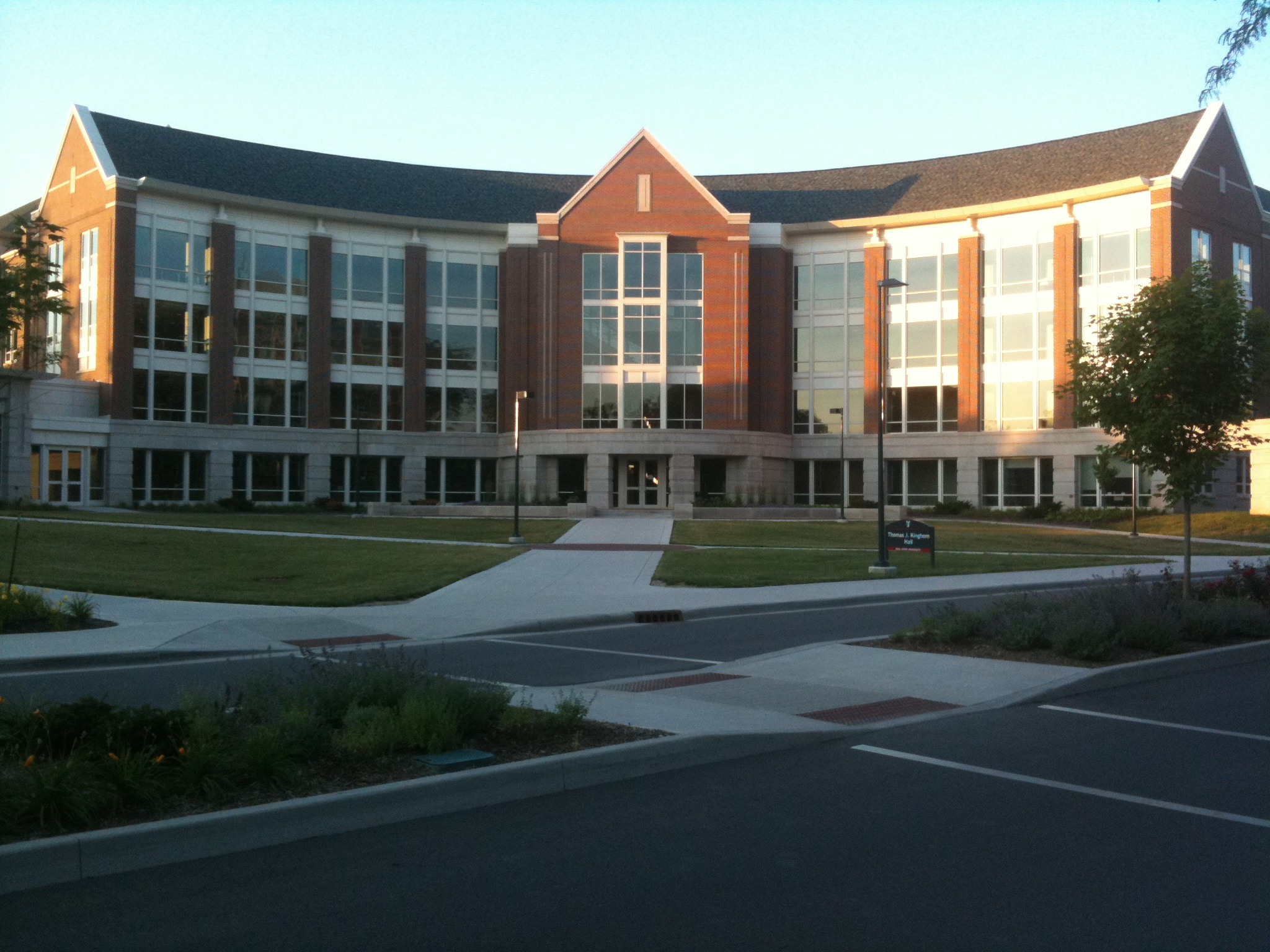
Achevé en 2010, Kinghorn Hall est le dernier né des lieux d'hébergement pour étudiants sur le campus.

### Corps étudiant
Depuis l'année scolaire 2012-2013, l'université est composée à 85,5 % d'étudiants originaires de l'Indiana, les 14,5 % restants étant originaires d'autres états. 59,3 % des étudiants sont des femmes. L'université pratique une sélection à l'entrée, seuls 67,5 % des candidats sont admis. Il y a 381 organisations étudiantes présentes sur le campus.

### Hébergement
L'université héberge sur son campus 7 550 étudiants répartis dans 11 complexes. Tous les bâtiments d'hébergement sont mixtes à l'exception de Woodworth Complex qui est réservé aux femmes.

### Médias étudiant
The Ball State Daily News est un journal étudiant quotidien dont le tirage est de 8 000 exemplaires. Le tirage est limité aux lundi, mercredi et jeudi durant le semestre d'été.